# Lingue oto-mangue
Le lingue oto-mangue sono una famiglia di lingue native centroamericane.

## Distribuzione geografica
Tutte le lingue oto-mangue oggi esistenti sono parlate in Messico. Esistevano altre lingue, oggi estinte, che erano parlate in un areale maggiore che arrivava fino al Nicaragua.
Attualmente il maggior numero di locutori in queste lingue si trova nello stato messicano di Oaxaca. Messe insieme, le lingue del ramo delle lingue zapoteche e quello delle lingue mixteche sono parlate da circa 1.500.000 persone. Nel Messico centrale, soprattutto negli stati federati di Messico, Hidalgo e Querétaro, sono parlate lingue del ramo oto-pame da circa 500.000 locutori.
Parecchie lingue del gruppo sono minacciate d'estinzione. Ad esempio l'ixcateco e l'ocuilteco sono parlati da poche decine di persone, perlopiù piuttosto anziane.

## Classificazione
Secondo Ethnologue, le lingue della famiglia oto-mangue sono 177 e possono essere suddivise come segue:
(tra parentesi tonde il numero di lingue di ogni gruppo)
- Lingue oto-mangue (177)
  - Lingue oto-mangue orientali (140)
    - Lingue amuzgo-mixteche (60)
      - Lingue amuzgo (3)
      - Lingue mixteche (57)

    - Lingue popoluca-zapoteche (80)
      - Lingue popoluca (17)
      - Lingue zapoteche (63)

  - Lingue oto-mangue occidentali (37)
    - Lingue oto-pame-chinanteche (31)
      - Lingue oto-pame (17)
      - Lingue chinanteche (14)

    - Lingue tlapaneche-mangue (6)
      - Lingue mangue (1)
      - Lingue subtiaba-tlapaneche (5)

## Fonologia
Anche se le lingue oto-mangue hanno coabitato per millenni con gli altri gruppi linguistici mesoamericani, esse si distinguono per alcune peculiarità, la più importante delle quali è il fatto che si tratta dell'unico gruppo linguistico dell'America centrale che appartiene alle lingue tonali.